# الجريمة في الأردن

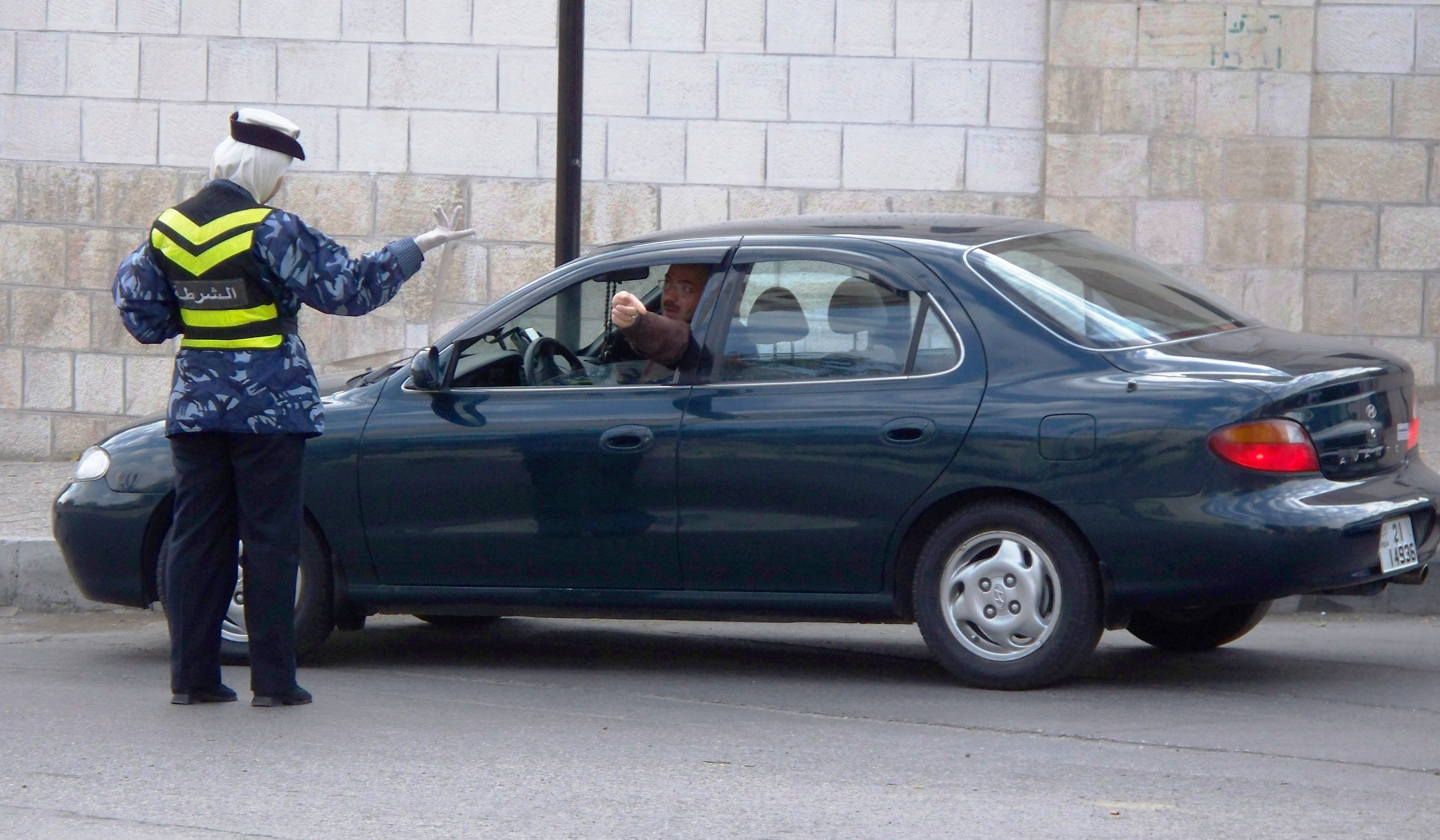
شرطية في عمان

تعتبر الأردن بشكل عام واحدة من أكثر الدول أمانًا في الشرق الأوسط، حيث يبلغ معدل الجريمة فيها مستوى منخفض نسبيًا مقارنة بالمعايير العالمية. ومع ذلك، مثل أي دولة أخرى، تشهد الأردن أنواعًا معينة من الأنشطة الإجرامية. إن فهم طبيعة الجريمة ومداها في الأردن يمكن أن يوفر رؤى قيمة حول سلامة البلاد، وخاصة للزوار والمغتربين.

## معدل الجريمة وأنواعها
بلغ معدل جرائم القتل في الأردن حوالي 1.1 لكل 100 ألف شخص عام 2022. الجرائم المتعلقة بالممتلكات مثل السرقة والسطو موجودة ولكن بمعدلات أقل مقارنة بالعديد من الدول الأخرى.[بحاجة لمصدر]
تعتبر الجرائم العنيفة، بما في ذلك السطو المسلح والاعتداءات، نادرة. يمكن أن تحدث جرائم بسيطة مثل سرقة الجيوب وخطف الحقائب، وخاصة في المناطق المزدحمة أو المواقع السياحية، ولكن هذه الحوادث نادرة نسبيًا. ويعتبر خطر وقوع جرائم عنيفة أكثر خطورة، مثل السرقات، منخفضا، وخاصة خارج المناطق الحضرية الكبرى.

### إدراك السلامة والثقة العامة
إن التصور العام للأمان في الأردن مرتفع. وفقًا لمؤشر الجريمة في موقع نومبيو، يبلغ معدل الجريمة في الأردن حوالي 40.65، مما يضعه في النطاق المنخفض إلى المتوسط. ويعكس هذا التصور ثقة الجمهور في أجهزة الأمن وإنفاذ القانون في البلاد. يشعر معظم الأردنيين بالأمان عند المشي بمفردهم أثناء ساعات النهار، وفي حين أن مستوى الأمان في الليل أقل قليلاً، إلا أنه يظل عند مستوى محترم. 

## إنفاذ القانون
يتمتع الأردن بحضور قوي في مجال إنفاذ القانون، حيث تشارك الأجهزة الأمنية المتعددة بشكل نشط في الحفاظ على النظام العام والسلامة. ولعبت البلاد أيضًا دورًا رئيسيًا في جهود مكافحة الإرهاب الإقليمية. وعلى الرغم من وقوعها في منطقة متقلبة، فقد تمكن الأردن من إحباط العديد من المؤامرات الإرهابية والحفاظ على بيئة آمنة لمواطنيها وزوارها. 
الحوادث الإرهابية في عام 2022: لم يتم الإبلاغ عن أي حوادث إرهابية في الأردن في عام 2022. وواصل الأردن تعزيز دفاعاته الحدودية وقدراته على المراقبة رداً على التهديدات الإرهابية والإجرامية الصادرة من حدوده الممتدة على طول 230 ميل مع سوريا و112 ميل مع العراق. لقد جعلت الحكومة من منع تهريب المخدرات أولوية أمنية قصوى. 
مكافحة تمويل الإرهاب
أعلنت مجموعة العمل المالي (FATF) رفع الأردن من قائمة الدول الخاضعة للمراقبة المشددة في مجال مكافحة غسل الأموال وتمويل الإرهاب أو ما يعرف بـ "القائمة الرمادية"، وذلك في اجتماعها العام الذي عقد خلال الفترة من 23-27 من شهر يوليو/تموز 2024 في العاصمة الفرنسية باريس، بحضور محافظ البنك المركزي الأردني الدكتور عادل الشركس، رئيس اللجنة الوطنية لمكافحة غسل الأموال وتمويل الإرهاب، وحضور رئيس وحدة مكافحة غسل الأموال وتمويل الإرهاب.

## الفساد والرشوة
من بين المجالات المثيرة للقلق في الأردن تصور الفساد والرشوة، والذي يعتبر مرتفعًا إلى حد ما. وتنتشر هذه المشكلة بشكل أكبر في القطاعات البيروقراطية والإدارية وليس في التعاملات اليومية مع الشرطة أو قوات الأمن. ومع ذلك، لم يؤثر هذا بشكل كبير على السلامة العامة للبلاد. 

## الإتجار بالبشر والوقاية منه

### حالات موثقة
عام 2022 شهد الأردن ارتفاعاً كبيراً في قضايا الإتجار بالبشر مقارنة بالعام السابق. وبحسب التقارير الرسمية، تم تسجيل 131 ضحية مؤكدة عام 2022، وهو ارتفاع ملحوظ مقارنة بـ 61 ضحية تم الإبلاغ عنها في عام 2021. نفذت وحدة مكافحة الاتجار بالبشر في مديرية الأمن العام 86 جولة تفتيشية خلال العام 2022، ما يسلط الضوء على الجهود المتزايدة لمعالجة هذه القضية. ومع ذلك، تم إيواء 181 ضحية محتملة في الملاجئ خلال نفس العام، وهو تناقض صارخ مع 131 ضحية تم إيواؤها في عام 2021. 
ويمكن أن تُعزى الأعداد المتزايدة في عام 2022 إلى تعزيز آليات الرصد والتحقيق، بما في ذلك تنفيذ آلية الإحالة الوطنية. تهدف هذه الآلية إلى تبسيط عملية التعرف على ضحايا الإتجار ودعمهم. بالإضافة إلى ذلك، أدت الإصلاحات القانونية، مثل التعديلات التي أُدخلت على قانون مكافحة الإتجار بالبشر لعام 2009، إلى تشديد العقوبات المفروضة على المتاجرين بالبشر.  وعلى الرغم من هذه الجهود، أبقى تقرير وزارة الخارجية الأميركية عن الاتجار بالبشر على تصنيف الأردن في المستوى الثاني، معترفاً بالتحسينات التي أدخلتها الحكومة مع الإشارة إلى أوجه القصور، مثل الأحكام المتساهلة والاستغلال المستمر في ظل نظام رعاية التأشيرات. 
ويرجع ارتفاع عدد الحالات جزئيًا إلى تحسن القدرة على الكشف،  ولكن لا تزال هناك تحديات في مقاضاة المتاجرين وحماية الضحايا من المزيد من الاستغلال. وينبغي أن يستمر التطور في عمليات تفتيش العمل والتعديلات القانونية، وخاصة فيما يتصل بالفئات السكانية الضعيفة مثل العمال المهاجرين واللاجئين والعاملين في المنازل. 

### الملاحقة القضائية
عززت الحكومة جهودها في مجال إنفاذ القانون. وقد جرّم قانون منع الإتجار بالبشر لعام 2009 الإتجار بالجنس والإتجار بالعمال. وبموجب التعديلات، نص القانون على عقوبات بالسجن وغرامة تتراوح بين 3000 (4240 دولاراً أميركياً) و10000 (14120 دولاراً أميركياً) دينار أردني للاتجار بالعمال البالغين. ولم ينص القانون المعدل على نطاق لعقوبة السجن، ولكن في مثل هذه الحالات ينص قانون العقوبات على عقوبة افتراضية تتراوح بين ثلاث سنوات وخمس عشرة سنة سجنا. وينص القانون المعدل على فرض عقوبات بالسجن لمدة لا تقل عن سبع سنوات وغرامة تتراوح بين 5000 (7060 دولارا أميركيا) و20000 (28250 دولارا أميركيا) دينار أردني للاتجار بالجنس بالبالغين والأطفال والاتجار بعمل الأطفال. وكانت هذه العقوبات صارمة بما فيه الكفاية، وفيما يتعلق بالاتجار بالجنس، ومتناسبة مع العقوبات المقررة لجرائم خطيرة أخرى، مثل الاختطاف. 

## الجرائم الإلكترونية
رغم أن الجرائم الإلكترونية ليست شائعة مثل الجرائم الأخرى التي تسهلها الإنترنت، إلا أنها لا تزال موجودة في الأردن. غالبًا ما يحاول مجرمو الإنترنت سرقة البيانات وتعطيل الشبكات واستغلال البنية التحتية لشن المزيد من الهجمات. أشارت التقارير إلى زيادة في عدد هجمات البرمجيات الخبيثة في البلاد. ومن الأشكال الأخرى الشائعة للجرائم الإلكترونية في الأردن استخدام برامج التجسس ومحاولات الحصول على فدية . 